# Sandro Battisti
Sandro Battisti (Roma, maggio 1965) è uno scrittore di fantascienza italiano.

## Biografia
Il suo esordio è del 1993 con il racconto Il gioco pubblicato da Stampa Alternativa.
Tra i primi blogger attivi in Italia, noto in rete con lo pseudonimo di "Zoon", nel 2004 è stato uno dei fondatori del movimento letterario connettivista. A partire dal 2005 si è dedicato allo sviluppo di uno scenario comune a molti suoi lavori successivi, noto come "Impero Connettivo" (uno Stato modellato sull'esempio dell'Impero romano il cui il dominio si estende su spazio e tempo, governato da una stirpe di alieni semi-eterni), dapprima con racconti apparsi inizialmente su NeXT, la fanzine del movimento di cui ha assunto anche la direzione, e con il fumetto Florian, successivamente in più romanzi, tra cui spiccano: PtaxGhu6, scritto in collaborazione con Marco Milani (2010) e i suoi seguiti L'ologramma sommariano (2022) e Terra di Sommaria (2023), Olonomico (2012) e L'impero restaurato (2015), con cui vince il Premio Urania (ex aequo con Bloodbusters di Francesco Verso) e il Premio Vegetti 2017. Nel 2018 pubblica Punico, seguito de L'impero restaurato, nel 2019 è tra gli autori dell'Urania Millemondi intitolato Strani mondi; nella collana "L'orlo dell'Impero", dedicata all'autore, viene pubblicata la saga dell'lmpero Connettivo post Premio Urania 2014.
Suoi racconti sono stati pubblicati nelle antologie Noir no War (a cura di Alda Teodorani e Marco Milani), Supernova Express (a cura di Giovanni De Matteo e Marco Zolin), Frammenti di una rosa quantica (a cura di Lukha B. Kremo), Notturno alieno e Terra Promessa (entrambe a cura di Gian Filippo Pizzo), The origins (a cura di Marco Milani), NeXT-Stream (curato assieme a Lukha B. Kremo e Giovanni De Matteo), Hai trovato orgasmi nel collettore quantico? (curato assieme a Lukha B. Kremo) e in Nuove Eterotopie (curato assieme a Giovanni De Matteo); oppure in e-book (tra gli altri La mappa è una contrazione e Ancient name). Nel 2009 ha curato l'antologia di racconti connettivisti A.F.O. - Avanguardie Futuro Oscuro, nel 2019 l'antologia di strano weird La prima frontiera coi suo seguiti del 2021, La volontà trasgressiva e L'innerspace e l'inumano del 2025. Nel 2018 è stato autore di Sensorium, racconti di sesso quantico, con illustrazioni di Ksenja Laginja. Nel 2020 ha pubblicato la silloge poetica Il sentiero dello sciamano e nel 2021 Psiconauti dimensionali, tomo che contiene i romanzi Punico e altri due inediti, Lisergico e Marnie. Nel 2023 pubblica il romanzo Che la terra ti sia lieve.
Ha pubblicato articoli e racconti anche sul sito Fantascienza.com e sulla rivista Futuro Europa. Con altri connettivisti ha scritto il cortometraggio La trentunesima ora, prendendovi parte come attore. Dal 2010 collabora con Kipple Officina Libraria come editor. Conduce sulla webradio radionation.it il programma radiofonico Tersicore. Alterna alla scrittura e all’editing attività di performance multimediali connettiviste live con gli Asphodelics, di cui scrive i testi editi da HyperHouse_Lit.
Nel 2015 pubblica due raccolte di racconti, una dedicata all'universo dell'Impero Connettivo, I dispacci imperiali, e l'altra, dal titolo Nel paradigma olografico, riservata alle altre tematiche care all'autore. Nel 2019 è presente nell'antologia Altri futuri,The Year’s Best Science Fiction italiana, curata da Carmine Treanni ed edita da Delos Digital.

## Opere
- Florian, 2006 (fumetto)
- A.F.O. - Avanguardie Futuro Oscuro (antologia a cura di Sandro Battisti), 2009
- PtaxGhu6, 2010 - 2015 (romanzo, con Marco Milani)
- La mappa è una contrazione, Graphe.it edizioni, Perugia 2011 ISBN 9788897010135 . Traduzione in inglese: 2012
- Olonomico, 2012 (romanzo); seconda edizione 2015
- L'impero restaurato, 2015 - 2022 - 2023 (romanzo). Premio Urania 2015.
- I dispacci imperiali, 2015 (raccolta di racconti)
- Nel paradigma olografico, 2015 (raccolta di racconti)
- Punico, 2018 (romanzo)
- A sort of homecoming racconto su Urania Millemondi n°82 (2019)
- La legione liquida, racconto su Altri futuri (2019)[23]
- La prima frontiera (antologia a cura di Sandro Battisti), 2019
- La Volontà trasgressiva (antologia a cura di Sandro Battisti), 2021
- L'innerspace e l'inumano (antologia a cura di Sandro Battisti), 2025
- Il sentiero dello sciamano (silloge poetica), 2020
- Psiconauti dimensionali (raccolta di romanzi), 2021
- L'ologramma sommariano, 2022 (romanzo)
- Che la terra ti sia lieve, 2023 (romanzo, con Marco Milani)
- Terra di Sommaria, 2023 (romanzo, con Marco Milani)